# Takeshi Saito
Takeshi Saito (斉藤 武志 Saito Takeshi?, nacido el 1 de junio de 1979 en Yamagata) es un exfutbolista japonés. Jugaba de guardameta y su último club fue el Montedio Yamagata de Japón.

## Trayectoria

### Clubes
| Club              | País  | Año         |
| ----------------- | ----- | ----------- |
| Montedio Yamagata | Japón | 1998 - 2003 |